# Гиржул, Елена Георгиевна
Елена Георгиевна Гиржул (род. 11 февраля 1979, с. Кирсово, Комратский район, Молдавская ССР, СССР) — государственный деятель Приднестровской Молдавской Республики. Министр финансов Приднестровской Молдавской Республики с 24 января 2012 по 29 декабря 2015 (врио 2—23 декабря 2015). Заслуженный экономист Приднестровской Молдавской Республики.

## Биография
Родилась 11 февраля 1979 в селе Кирсово Комратского района Молдавской ССР. С 1980 проживает в городе Тирасполь.

### Образование
В 1996 окончила среднюю школу № 7 Тирасполя.
В 2001 окончила экономический факультет Приднестровского государственного университета имени Т. Г. Шевченко.

### Трудовая деятельность
Трудовую деятельность начала в аппарате Верховного совета Приднестровской Молдавской Республики в должности главного специалиста.
С 2006 по 2007 — заместитель начальника отдела комитета по вопросам экономической политики, бюджету и финансам Верховного совета.
С 2007 по 2010 — помощник Председателя Верховного Совета Приднестровской Молдавской Республики Евгения Шевчука по экономическим вопросам.
С 2010 по 2011 — советник заместителя Председателя Верховного Совета Евгения Шевчука.
С 30 декабря 2011 по 24 января 2012 — советник Президента Приднестровской Молдавской Республики Евгения Шевчука по вопросам финансов.
С 24 января 2012 по 29 декабря 2015 — министр финансов Приднестровской Молдавской Республики.

### Уголовное преследование
В мае 2019 года, вместе с другими членами команды президента Шевчука, судом ПМР приговорена к 8 годам лишения свободы «за превышение должностных полномочий и причинение тяжких для страны последствий». Суд проходил заочно, поскольку обвиняемые к тому времени покинули территорию ПМР.

## Семья
Замужем. Воспитывает дочь.

## Награды
- Заслуженный экономист Приднестровской Молдавской Республики
- Грамота Президента Приднестровской Молдавской Республики